# 12 раундов: Перезагрузка
«12 раундов: Перезагрузка» (англ. 12 Rounds 2: Reloaded) — американский боевик с элементами триллера 2013 года выпуска, сиквел фильма Ренни Харлина. В главной роли снимался рестлер Рэнди Ортон.

## Сюжет
Ник Мэллой — рядовой сотрудник скорой помощи. Отправляясь на очередной вызов со своим коллегой Джеем, Ник оказывается втянутым в игру коварного психопата Патрика Хеллера. Нику приходится выполнять приказы Хеллера, получаемые через телефон, иначе преступник убьёт его жену. Вскоре выясняется, что Хеллер хочет руками фельдшера отомстить убийце своей жены.

## В ролях
| Актёр            | Роль                    |
| ---------------- | ----------------------- |
| Рэнди Ортон      | Ник Мэллой              |
| Брайан Маркинсон | Патрик Хеллер           |
| Синди Басби      | Сара Мэллой             |
| Том Стивенс      | Томми Уивер             |
| Шон Роджерсон    | детектив Сайкс          |
| Венус Терцо      | детектив МакКензи       |
| Колин Лоуренс    | фельдшер Джей Томпсон   |
| Себастьян Спенс  | губернатор Дэвлин Уивер |
| Джесси Хатч      | боец S.W.A.T. #1        |

## Производство
Бывший рестлер WWE CM Панк объявил, что он утверждён на главную роль в фильме, однако затем он выбыл из проекта, так как должен был отправиться в европейское турне WWE. Рассматривалась возможность возвращения в фильм Джона Сины а также кандидатура Крис Джерико. В итоге роль получил другой рестлер, Рэнди Ортон.
Съёмки проходили в Ванкувере, Британская Колумбия, Канада.